# Myopiarolis carinata
Myopiarolis carinata är en kräftdjursart som först beskrevs av Bruce 2008.  Myopiarolis carinata ingår i släktet Myopiarolis och familjen Serolidae. Inga underarter finns listade i Catalogue of Life.